# مقاطعة كريتيندين (كنتاكي)
مقاطعة كريتيندين (بالإنجليزية: Crittenden County)‏ هي إحدى المقاطعات في ولاية كنتاكي في الولايات المتحدة الأمريكية.